# L'Idéaliste (film)
Pour les articles homonymes, voir L'Idéaliste.
Pour plus de détails, voir Fiche technique et Distribution.
L'Idéaliste (The Rainmaker) est un film de procès américain réalisé par Francis Ford Coppola, sorti en 1997. Il est adapté du roman du même nom de John Grisham, publié en 1995.
Malgré la présence d'acteurs de renom et de bonnes critiques, le film n'est pas un succès commercial.
L'histoire est celle d'un jeune avocat de Memphis, Rudy Baylor, chargé de trois affaires en même temps au sein du cabinet d'avocat le moins reluisant de la ville.

## Synopsis
Contrairement à la plupart de ses camarades diplômés de la faculté de droit de l'université de Memphis, Rudy Baylor (Matt Damon) n'a pas trouvé d'emploi bien rémunéré et fait des petits métiers à temps partiel, comme barman dans un bar de Memphis. Dans sa recherche de poste, il rencontre le propriétaire du bar, J. Lyman « Boxeur » Stone (Mickey Rourke), qui est aussi avocat spécialisé dans les dommages aux personnes. Impitoyable mais prospère, il l'engage comme associé. Pour être rémunérés par Boxeur, les associés doivent trouver des affaires et les travailler pour le procès. Rudy en apporte deux, dont un cas de mauvaise foi d'une compagnie d'assurances qui, selon lui, pourrait valoir plusieurs millions de dollars de dommages et intérêts. Boxeur présente Rudy à Deck Shifflet (Danny DeVito), parajuriste à l'éthique douteuse.
Deck a échoué six fois à l'examen du barreau. Cependant, Boxeur l'emploie parce qu'il est ingénieux, qu'il trouve des clients, qu'il a été auparavant expert dans les assurances. Malgré sa réussite à l'examen du barreau du Tennessee, Rudy n'est toujours pas autorisé à plaider. Il tente de le faire après que Boxeur ne s'est pas présenté devant le juge Harvey Hale (Dean Stockwell) pour plaider l'affaire mais Hale exige que Rudy obtienne sa licence d'abord. L'avocat de la défense, Leo F. Drummond (Jon Voight), propose alors à Rudy de le représenter lors de la prestation de serment devant le juge. Par la suite, Rudy découvre que le FBI a fait une descente dans le bureau de Stone pour fraude fiscale alors que ce dernier est introuvable.
Rudy et Deck mettent en commun les 5 500 dollars que Boxeur leur a donnés à chacun pour une affaire gagnée avant de s'enfuir et ils ouvrent un cabinet. Ils intentent une action en justice pour un couple, Marvarine « Dot » (Mary Kay Place) et Buddy Black (Red West), dont le fils de 22 ans, Donny Ray (Johnny Whitworth), est en train de mourir d'une leucémie qui aurait pu être sauvé par une transplantation de moelle osseuse, refusée par leur assureur Great Benefit. Rudy, qui n'a jamais plaidé une affaire devant un juge et un jury, doit maintenant faire face à un groupe d'avocats expérimentés dirigé par Drummond, du prestigieux cabinet Tinley Britt. Dans son cabinet, le juge Hale déclare à Rudy et Drummond qu'il est prêt à rejeter l'affaire car il la considère comme un coup de poker hasardeux qui ralentit le processus judiciaire. Mais Hale meurt d'une crise cardiaque avant d'avoir accepté la demande de non-lieu. Le juge Tyrone Kipler (Danny Glover), plus sympathique et ancien avocat des droits civiques, est nommé pour le remplacer. Kipler, connu par Deck comme n'aimant pas Tinley Britt, rejette immédiatement la demande de non lieu de Great Benefit. En revanche, il accepte d'accélérer l'affaire afin d'enregistrer le témoignage de Donny Ray Black avant sa mort. Quelques jours plus tard, Donny Ray meurt après avoir fait une déposition vidéo à son domicile.
En cherchant de nouveaux clients, Rudy rencontre Kelly Riker (Claire Danes), une femme battue par son mari Cliff (Andrew Shue), qui l'a agressée à plusieurs reprises en l'envoyant à l'hôpital. Rudy se lie avec elle et la persuade de demander le divorce. Cela conduit à une confrontation sanglante avec Cliff, au cours de laquelle Rudy le frappe presque à mort. Pour éviter que Rudy soit impliqué, Kelly lui demande de partir. Elle achève ensuite Cliff, puis déclare à la police que c'était de la légitime défense et le procureur n'engage pas de poursuites.
L'affaire passe en jugement et Drummond obtient que le témoignage essentiel du témoin clé de Rudy, Jackie Lemancyzk (Virginia Madsen), soit rayé du dossier car il utilise comme preuve un manuel d'entreprise volé. Néanmoins, grâce à la détermination de Rudy et d'une jurisprudence fournie par Boxeur, désormais en fuite aux Caraïbes et avec qui Deck maintient un contact d'urgence, le témoignage de Jackie et le manuel des employés de Great Benefit sont finalement recevables, au grand dam de Drummond.
Rudy interroge habilement le président de Great Benefit, Wilfred Keeley (Roy Scheider), ce qui amène le jury à donner raison à la famille de Donny Ray pour les dommages réels et les énormes dommages punitifs que Great Benefit ne peut pas payer. C'est le triomphe pour Rudy et Deck. Keeley est arrêté par le FBI et des procédures d'enquête sur Great Benefit sont lancées dans plusieurs juridictions. La compagnie d'assurance se déclare en faillite, et évite ainsi de payer les dommages-intérêts punitifs. Il n'y a pas d'indemnité pour les parents en deuil et pas d'honoraires pour Rudy. Rudy abandonne sa carrière d'avocat. Kelly et lui quittent la ville ensemble.

## Fiche technique
Sauf indication contraire, les informations mentionnées dans cette section peuvent être confirmées par la base de données cinématographiques IMDb,  présente dans la section « Liens externes ».
- Titre francophone : L'Idéaliste
- Titre original : The Rainmaker
- Réalisation : Francis Ford Coppola
- Scénario : Francis Ford Coppola, avec la participation de Michael Herr, d'après le roman L'Idéaliste de John Grisham
- Musique : Elmer Bernstein
- Photographie : John Toll
- Montage : Barry Malkin, Melissa Kent
- Décors : Barbara Munch
- Costumes : Aggie Guerard Rodgers
- Production : Michael Douglas, Fred Fuchs et Steven Reuther

Producteur associé : Gary Marcus
Coproductrice : Georgia Kacandes
- Sociétés de production : American Zoetrope, Constellation Entertainment et Douglas/Reuther Productions
- Sociétés de distribution : Paramount Pictures (États-Unis), United International Pictures (France)
- Budget : 40 000 000 $
- Pays d'origine : États-Unis
- Langue originale : anglais
- Format : couleurs - 2.35:1 - Dolby Digital - 35 mm
- Genre : drame juridique, policier, thriller
- Durée : 135 minutes
- Dates de sortie[1] : 
  - États-Unis : 18 novembre 1997 (avant-première à Hollywood)
  - Canada, États-Unis : 21 novembre 1997
  - Belgique, France : 22 avril 1998

## Distribution
- Matt Damon (VF : Bernard Gabay) : Rudy S. Baylor, avocat
- Danny DeVito (VF : Michel Fortin) : Deck Shifflet, parajuriste ex-expert en assurances
- Jon Voight (VF : Marcel Guido) : Leo F. Drummond, avocat de Great Benefit
- Mary Kay Place : Marvarine « Dot » Black
- Claire Danes : Kelly Riker, vendeuse dans une bijouterie
- Dean Stockwell (VF : Jean-Pierre Leroux) : le juge Harvey Hale
- Teresa Wright (VF : Monique Mélinand) : Colleen « Madame Birdie » Birdsong, veuve, logeuse de Rudy
- Virginia Madsen : Jackie Lemancyzk, ex-employée du service prises en charge de Great Benefit
- Mickey Rourke (VF : Michel Vigné) : J. Lyman « Boxeur » Stone, employeur de Rudy et de Deck
- Andrew Shue : Cliff Riker, mari violent de Kelly, joueur de baseball
- Red West : Buddy Black, mari de Dot, vétéran alcoolique
- Johnny Whitworth (VF : Emmanuel Karsen) : Donny Ray Black, fils de Dot et de Buddy, leucémique
- Wayne Emmons (VF : Jacques Ferrière) : Prince Thomas
- Michael Girardin (VF : Daniel Lafourcade) : Everett Lufkin, vice-président du service prises en charge de Great Benefit
- Roy Scheider (VF : Jacques Thébault) : Wilfred Keeley
- Adrian Roberts (VF : Benoît Allemane) : Butch, homme à tout faire de Deck
- Sonny Shroyer : Delbert Birdsong, fils de Colleen
- Pamela Tice Chapman : Vera Birdsong, épouse de Delbert
- Danny Glover (VF : Richard Darbois) : le juge Tyrone Kipler (non crédité)

## Production

### Genèse et développement
Curieux de l'engouement autour de l’œuvre de John Grisham, Francis Ford Coppola achète dans un aéroport un exemplaire de son roman L'Idéaliste, publié en 1995. Le réalisateur-scénariste dévore le livre dans l'avion et décide d'en faire son prochain film.
L'acteur Michael Douglas participe à la production du film.

### Attribution des rôles
Edward Norton ou Stephen Dorff ont été envisagés pour le rôle de Rudy Baylor. Francis Ford Coppola est cependant très marqué par la performance de Matt Damon dans À l'épreuve du feu (1996), dans lequel l'acteur a perdu beaucoup de poids pour incarner un héroïnomane. Laurence Fishburne devait quant à lui tenir le rôle de Tyrone Kipler. Nick Nolte a été également envisagé, dans un rôle non précisé, alors que le rôle de Leo F. Drummond a été proposé à Gene Hackman.
L'Idéaliste est le dernier film de Teresa Wright, décédée en 2005.

### Tournage
Le tournage a lieu à Cleveland, dans le comté de Shelby, à Memphis, Alameda, Oakland, San Francisco.
Durant le tournage, Francis Ford Coppola encourage Matt Damon à rester dans l'appartement de son personnage, pour s'immerger davantage dans son rôle. Le réalisateur tournera ainsi facilement des plans de l'acteur au réveil.

## Musique
Sauf indication contraire ou complémentaire, les informations mentionnées dans cette section proviennent du générique de fin de l'œuvre audiovisuelle présentée ici.
- Woman You Must Be Crazy par Big Joe Turner.
- How Blue Can You Get (en) par B.B. King.
- You Are My Sunshine de Jimmie Davis et Charles Mitchell.
- Five Long Years (en) par Muddy Waters.
- Baby Scratch My Back (en) par Slim Harpo.

### Bande originale
La musique du film est composée par Elmer Bernstein, avec la participation d'Alex North.
Liste des titres
1. Sharks - 6:20
2. Last Ride - 2:30
3. Donny - 6:48
4. Kelly - 7:14
5. Shenanigans - 3:57
6. The Plot Thickens - 5:46
7. The Fight - 2:35
8. Jail - 3:05
9. Who Is Jackie Lemancyzk? - 3:40
10. The Trial Ends - 2:32
11. Goodbye Dot - 3:22
12. Sharks (Reprise) - 1:28

## Accueil

### Critique
Le film reçoit des critiques globalement positives. Sur l'agrégateur américain Rotten Tomatoes, il récolte 82% d'opinions favorables pour 49 critiques et une note moyenne de 6,86⁄10. Sur Metacritic, il obtient une note moyenne de 72⁄100 pour 19 critiques.
Dans Entertainment Weekly en 2004, John Grisham déclare « Pour moi, c'est la meilleure adaptation de mes livres. J'adore le film. Il est si bien fait. » Sur Rotten Tomatoes, le film est d'ailleurs l'adaptation de John Grisham avec la meilleure note.

### Box-office
Pour son premier week-end d'exploitation aux États-Unis, le film se classe 3e, juste derrière Anastasia et Mortal Kombat : Destruction finale (1997, avec 10 626 507 $ récoltés. Au total, le film totalise plus de 45 millions de dollars au box-office américain. Cela dépasse le budget de production de 40 millions mais les résultats sont jugés décevants pour une adaptation d'un roman de John Grisham. En comparaison, La Firme (1993) de Sydney Pollack avait récolté six fois plus que son budget.
| Pays ou région    | Box-office     | Date d'arrêt du box-office | Nombre de semaines |
| ----------------- | -------------- | -------------------------- | ------------------ |
| États-Unis Canada | 45 916 769 $   | 18 décembre 1997           | 4                  |
| France            | 95 227 entrées |                            |                    |
| Total mondial     | 53 240 148 $   | -                          | -                  |

## Distinctions
Source : Internet Movie Database.

### Récompenses
- National Board of Review 1997 : Top 10 films
- Las Vegas Film Critics Society Awards 1998 : acteur le plus prometteur pour Matt Damon (également récompensé pour Will Hunting)

### Nominations
- Golden Globes 1998 : meilleur acteur dans un second rôle pour Jon Voight
- Blockbuster Entertainment Awards 1998 : meilleur acteur dans un film dramatique pour Matt Damon, meilleur acteur dans un second rôle dans un film dramatique pour Danny DeVito, meilleure actrice dans un second rôle dans un film dramatique pour Claire Danes
- NAACP Image Awards 1998 : meilleur acteur dans un second rôle pour Danny Glover
- Satellite Awards 1998 : meilleur acteur dans un second rôle pour Danny DeVito
- London Film Critics Circle Awards 1999 : meilleur acteur de l'année pour Matt Damon (également nommé pour Will Hunting et Il faut sauver le soldat Ryan)